# Антарктичка плоча
Антарктичка плоча је тектонска плоча која укључује континент Антарктик и површине које се пружају према океанима који га окружују. После раздвајања од Гондване (јужни део суперконтинента Пангее), Антарктичка плоча је почела померати континент Антарктик ка југу до његове тренутне изоловане локације, што је условило развијање много хладније климе на континенту него што је то било пре. Антарктичка плоча је скоро у целости окружена системима Средњоокеанског гребена који се до ње пружају. Суседне плоче су Насканска плоча, Јужноамеричка плоча, Афричка плоча, Индо-аустралијска плоча, Пацифичка плоча, те — преко трансформне границе — Шкотска плоча.
Антарктичка плоча има површину од око 60.900.000 квадратних километара. То је чини петом највећом тектонском плочом на планети Земљи.
Покретање Антарктичке плоче се процењује на најмање 1 центиметар годишње према Атлантском океану.